# Ellsworth (Pennsylvanie)
Pour les articles homonymes, voir Ellsworth.
Ellsworth est un borough situé à l'est de la partie centrale du comté de Washington, en Pennsylvanie, aux États-Unis,. En 2010, il comptait une population de 1 027 habitants, estimée au 1er juillet 2020 à 1 039 habitants. Le borough est fondé en 1900 et incorporé le 20 août 1900.

## Démographie
Lors du recensement de 2010, le borough comptait une population de 1 027 habitants. Elle est estimée, en 2020, à 1 039 habitants.